# 작은 영웅 데스페로
《작은 영웅 데스페로》(영어: The Tale of Despereaux)는 2008년 12월 19일 미국 유니버설 픽처스가 제작한 애니메이션 영화이다.

## 줄거리
세상을 깜짝 놀라게 할 겁없는 녀석이 온다!
두려움이 미덕인 생쥐 세계에서 쥐덫을 놀이기구로 삼고, 미술 시간에 고양이 그림을 그리는 등 용감무쌍 행동으로 마을을 놀래키는, 엉뚱하지만 사랑스러운 데스페로. 항상 새로운 세상에 대한 호기심으로 가득 차 있던 데스페로는 어느 날 인간 세상으로 여행을 떠나게 되고, 빛과 활기를 잃은 도르 왕국에서 우연히 아름다운 피(Pea) 공주를 만나 어둠 속의 왕국과 공주를 구하기 위해 모험을 시작하는데…

## 목소리 출연

### 영어판 성우진
- 매슈 브로더릭 - 데스페로 역
- 더스틴 호프만 - 로스큐로 역
- 엠마 왓슨 - 피공주 역
- 시고니 위버 - 해설 역

### 한국어판 성우진
- 신용우 - 데스페로 역
- 우정신 - 로스큐로 역
- 장광 - 피공주 역
- 신애라 - 해설 역